# Tornade de 2011 à Joplin
La tornade de 2011 à Joplin est une tornade à vortex multiples qui a touché Joplin dans le Missouri le 22 mai 2011. Elle faisait partie de l'éruption de tornades du 21 au 26 mai 2011 (en). La tornade est classée EF5 sur l'échelle de Fujita améliorée, c'est-à-dire le maximum.
Dans l'ensemble, la tornade a tué 158 personnes (plus quatre décès indirects), blessé quelque 1 150 autres et a causé des dommages pour un montant total de 2,8 milliards de dollars. C'est la tornade la plus meurtrière à avoir frappé les États-Unis depuis 1947 et la plus coûteuse tornade de l'histoire du pays.

## Évolution météorologique

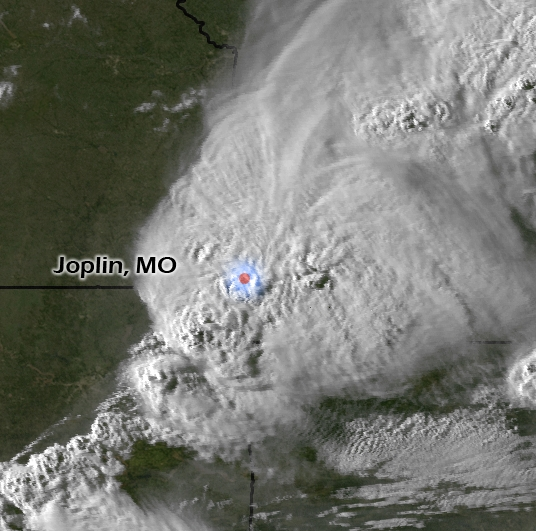
Image satellite de l'orage passant sur Joplin.

Un large système dépressionnaire s'est formé sur le Midwest des États-Unis le 21 mai. Il étendait un front de point de rosée et un front froid vers le Texas. À l'avant de ceux-ci, des orages intenses se sont formés et causèrent des dommages modérés. Il y eut même une tornade de force EF-3 à Reading (Kansas),. L'activité s'est poursuivie jusque tard en soirée.
Le 22 mai, les conditions demeurant très favorables, le Storm Prediction Center américain montra un risque modéré d'orages violents sur ses cartes de prévision. Dès le milieu de l'après-midi, les premiers orages supercellulaires frappèrent le Minnesota. La convection se généralisa ensuite entre le Minnesota et l'Oklahoma et les premières alertes météorologiques furent envoyées. L'un de ces orages se forma sur le sud-est du Kansas et se dirigea vers Joplin.
La tornade associée à ce nuage toucha initialement le sol au Missouri juste à l'est de la frontière d'État avec le Kansas vers la fin de la 32e rue à 17h34 locale (22 h 34 UTC) et poursuivit vers l'est, renversant quelques arbres. Elle était alors d'intensité EF0. Des témoins et les chasseurs d'orages ont rapporté avoir vu plusieurs entonnoirs tournant autour de la circulation principale. Les sirènes de la protection civile ont sonné à Joplin 20 minutes avant l'arrivée de la tornade en réponse à une avertissement de tornade émis par le National Weather Service. Cependant, de nombreux habitants de Joplin n'en ont pas tenu compte.
La tornade s'est rapidement renforcée à l'intensité EF1 en passant à travers des zones rurales à l'ouest du centre de Joplin, arrachant des arbres, des poteaux électriques et des dépendances. La tornade s'élargissant ensuite, s'est dirigée vers la zone plus densément peuplé du sud-ouest de Joplin, près de la Twin Hills Country Club. Plusieurs maisons ont été gravement endommagées au niveau EF1 à EF2. La tornade a continué de se renforcer et est passée à l'est de Iron Gates Road. De nombreuses maisons ont été détruites au niveau EF2 à EF3 à cet endroit, et plusieurs véhicules ont été renversés, certains ont été projetés sur des maisons.
La tornade s'est ensuite élargie et a augmenté en intensité. La vitesse de déplacement de la tornade à travers la plus grande partie de Joplin fut d'environ 30 à 40 km/h. La tornade a poursuivi vers le nord-est et en traversant l'intersection de la 29e rue et de l'avenue Winfield, de nombreuses maisons et entreprises furent détruites. Elle était alors au niveau EF-4 ou même presque un EF-5. De nombreux véhicules de différentes tailles furent projetés, les fermes de toit en acier de certains bâtiments furent arrachées et enroulées autour des arbres ou d'autres objets. Certains véhicules ont été écrasés, aplatis et enroulés autour d'arbres. Des murs construits en béton furent renversés ou déplacés hors des fondations, ou même écrasés.

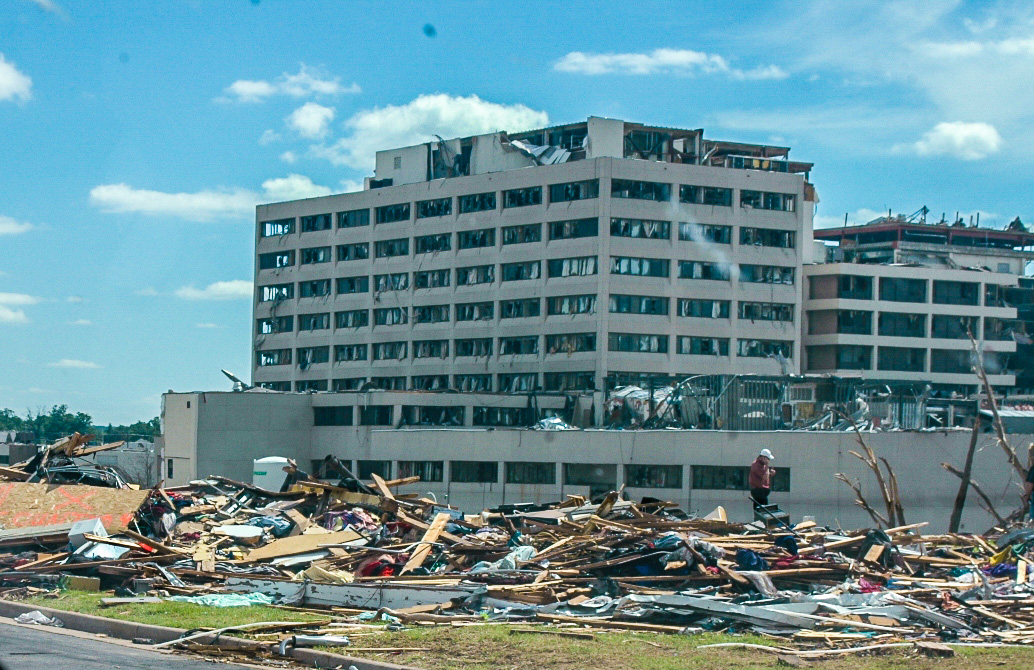
Dommages de niveau EF5 au centre médical régional St. John's.

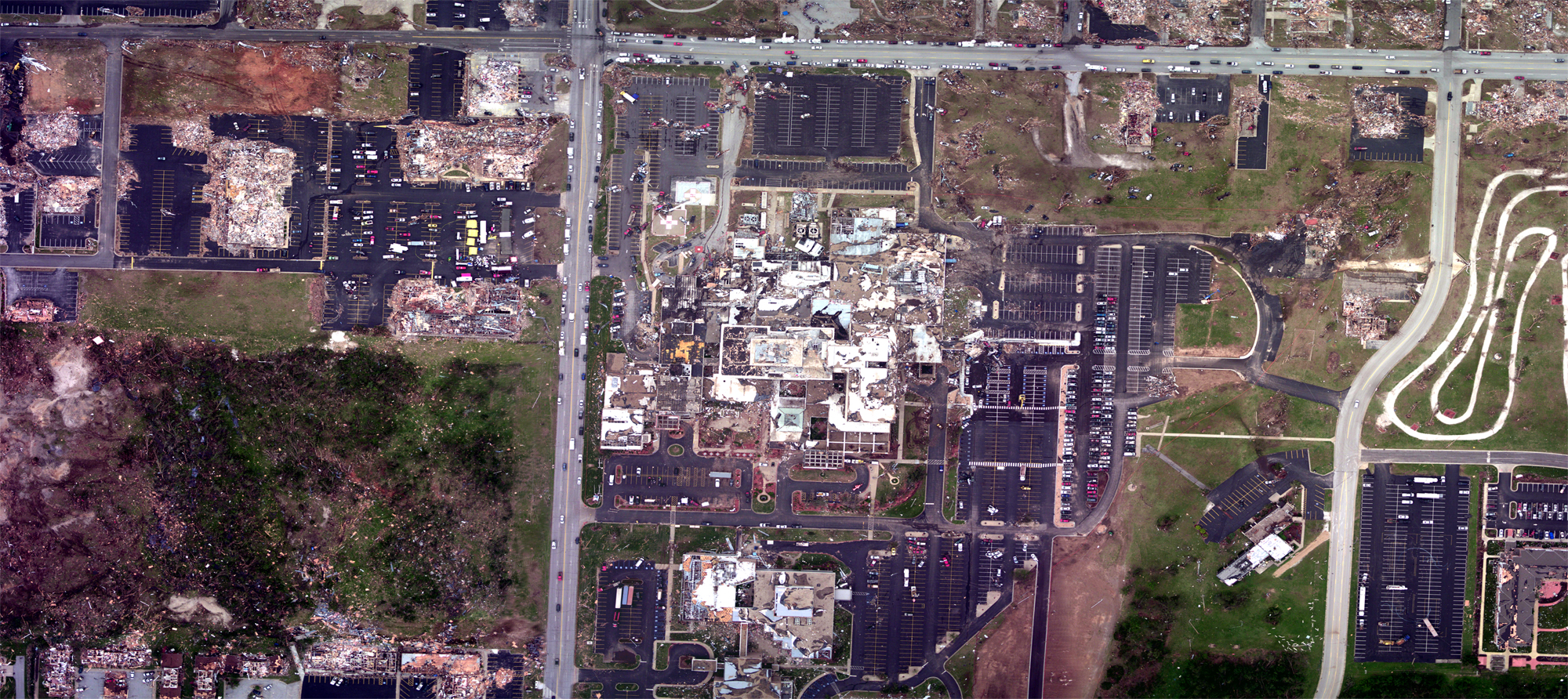
Vue aérienne de la destruction autour de l'hôpital St. John's.

La tornade a atteint son paroxysme à EF-5 juste à l'ouest de l'Hôpital régional St. John's. L'hôpital a perdu beaucoup de fenêtres, les murs intérieurs, les plafonds, une partie de son toit et héliport furent emportés ou détruits. Six décès y furent signalés et le bâtiment de neuf étages a été si sévèrement endommagé qu'il fut jugé structurellement instable et fut ensuite démoli. Selon le bureau du National Weather Service à Springfield (Missouri), de tels dommages structurels à une grande structure et bien construite était indicatifs de vents supérieures à 320 km/h. Les véhicules dans le parc de stationnement de l'hôpital furent projetés et sont devenus des débris méconnaissables, y compris un camion semi-remorque qui se retrouva 125 mètres plus loin, complètement enroulé autour d'un arbre écorcé. L'amoncellement de débris dans cette zone fut impressionnant, y compris des blocs de béton soulevés comme des fétus de paille. Presque toutes les maisons dans le quartier proche de l'intersection du boulevard McClelland et de la 26e rue furent rasées,.
La tornade poursuivit vers l'est à la force EF4 à EF5 en traversant la rue Main. Pratiquement toutes les entreprises, ainsi que plusieurs bâtiments institutionnels, le long de ce tronçon furent lourdement endommagés ou détruits. Passant juste au sud du centre-ville, elle rasa des quartiers entiers. Certaines résidences virent leur porche en béton renforcé être déformé ou dans certains cas être complètement arraché. De nombreux véhicules furent projetés à plusieurs pâtés de maisons de la résidence d'où ils provenaient et quelques propriétaires ne les retrouvèrent jamais. Une grande église, la maison de soins de longue durée Greenbriar Nursing Home, le centre technologique Franklin Technology Center, l'église catholique St. Mary et son école, ainsi que l'école secondaire (lycée) de Joplin furent tous détruits le long de ce corridor. Heureusement, personne ne se trouvait dans le lycée ce jour-là, les cérémonies de remise des diplômes ayant lieu à environ 5 km au nord à l'Université d'État du Sud du Missouri. Des morceaux de carton furent trouvées encastrés latéralement dans les rares murs en stuc encore debout de l'école secondaire, indicatifs de la force du vent. Les poutres en acier et des morceaux de clôtures qui furent projetés furent retrouvés profondément ancrées dans le sol dans les champs près de l'école, pliés dans des directions opposées, et un autobus scolaire fut projeté sur un garage d'autobus à proximité. À la maison Greenbriar, 21 personnes sont décédés.
La tornade perdue dans la pluie forte poursuivit à l'intensité EF4 à EF5, en traversant la route Range Line. Dans ce couloir entre les 13e et 32e rues, les dommages continuèrent d'être catastrophiques alors que la tornade était à son plus large diamètre, soit près de 1,6 km. Voyant la tornade approcher de son restaurant Pizza Hut, le gérant fit entrer les quatre employés et 15 clients dans la pièce du congélateur, puis enroula un câble élastique sur la poignée de la porte et son bras pour tenir la porte fermée une fois à l'intérieur. Il fut aspiré dans la tornade quand la porte fut arrachée mais cela sauva les autres,.

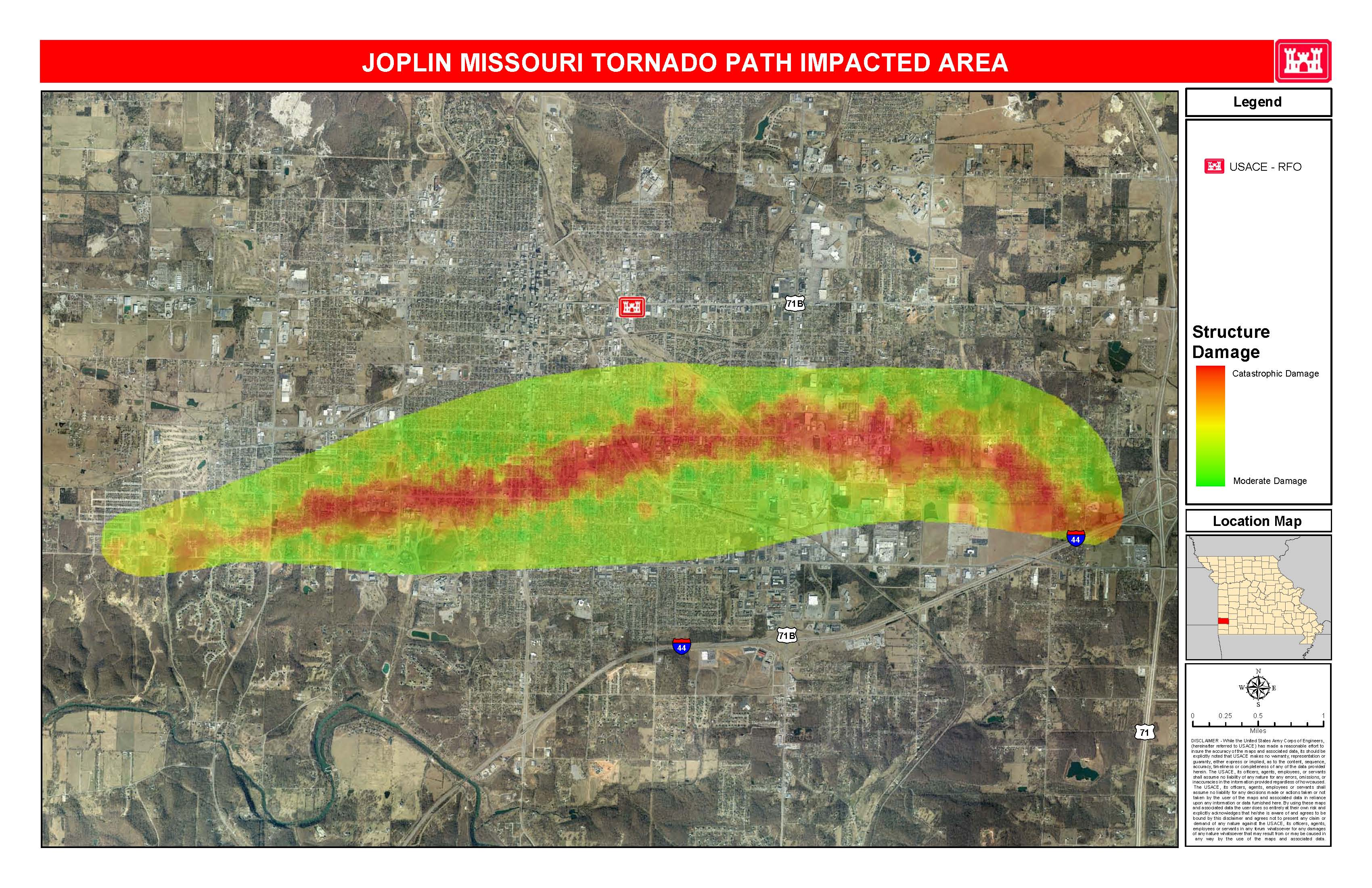
Carte de la trajectoire de dégâts compilée par le Corps du génie de l'armée des États-Unis (les couleurs correspondent à l'intensité).

La tornade détruisit complètement le super-centre Walmart, un magasin Home Depot et de nombreux autres commerces dans le même secteur. Les fermes de toit métalliques arrachées au Home Depot furent retrouvées brisées et tordues dans les champs voisins. Des voitures furent projetées des centaines de mètres plus loin, l'asphalte de stationnements fut décapé et de grands semi-remorques furent projetés jusqu'à 200 mètres. Un complexe d'appartements de trois étages à proximité fut également dévasté et deux tours de téléphonie mobile furent retrouvées dans les débris. Des plaques d'égout de 45 kg furent aspirées et une usine d'embouteillage de boisson gazeuse Pepsi-Cola fut complètement rasée,. Plusieurs morts furent signalés dans cette zone et les dommages étaient d'intensité EF5,.
Par la suite, le long de la trajectoire centrale de la tornade, les dégâts de force EF-3 à EF-4 ont continué à l'est de la route Range Line, pendant que de nombreux bâtiments résidentiels et commerciaux subissaient des vents de force de EF-1 à EF-3 un peu plus à l'extérieur. La dernière zone de dommages de force EF5 fut signalée dans le parc industriel et à une station-service Fastrip. Près de la jonction de la route South Duquesne de l'Interstate 44, la tornade a commencé de tourner à droite vers le sud-est et son intensité était retombée à EF-2. Voitures et camions furent arrachés de l'autoroute qui fut fermée pendant plusieurs heures pour enlever les débris et fournir des soins médicaux aux personnes blessées.
Partout entre l'Interstate 44 et l'endroit où la tornade s'est finalement terminée à 18 h 12 locale (23 h 12 UTC), environ 8 km au nord nord-est de Granby (Missouri), elle a fait encore des dégâts à des maisons, des maisons mobiles, des dépendances et des arbres. À cette dernière partie de la trajectoire, la tornade avait environ 500 mètres de largeur et les dégâts produits étaient de EF-0 à EF-1. Une autre tornade de force EF2 et provenant du même orage supercellulaire frappa près de Wentworth (Missouri), environ 40 km à l'est-sud-est de Joplin.

## Dispute sur son intensité

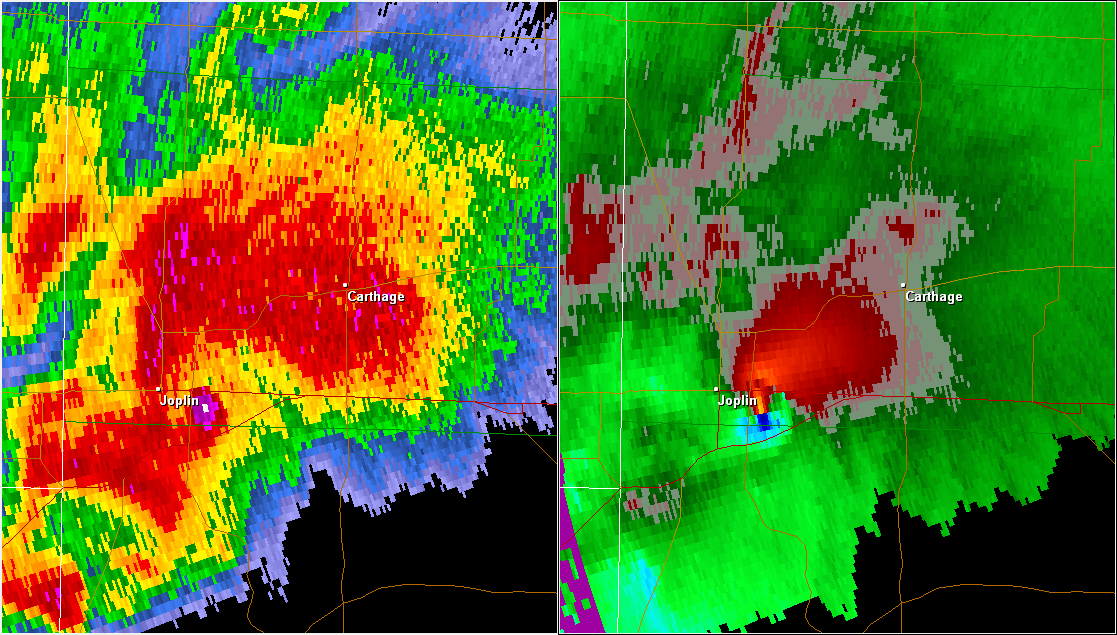
Images au radar météorologique de l'orage supercellulaire montrant : à gauche un écho en crochet et signature de débris de tornade, à droite le doublet de la signature tornadique de rotation à UTC.

Le 10 juin 2013, une étude de l'American Society of Civil Engineers n'a pas trouvé de preuves concluantes de dommages au niveau EF5 dans les structures à Joplin, surtout parce que les bâtiments détruits n'était généralement pas des constructions extrêmement solides. Cependant, le bureau de Springfield (Missouri) du National Weather Service, qui a enquêté sur place, commenta que seule une bande relativement étroite de dommages de cette intensité (près de l'hôpital John's) et qu'il fut facile de manquer de structures suffisantes pour l'estimer dans l'étude.
L'enquête du NWS s'est basée sur la position, le type et la composition des débris ainsi que les dommages intrinsèques aux structures. Ainsi des indices comme la projection de blocs de béton, la succions des grilles d’égouts, la destruction de porches en béton renforcés, l'enlèvement d'asphalte des stationnements, la projection de véhicules lourds à des centaines de mètres nécessitent tous des vents de plus de 320 km/h selon les études et c'est ce qui servit de base à l'estimation de l'intensité EF5 par le NWS.

## Impact
Cent cinquante-huit (158) personnes trouvèrent la mort et 1 150 autres furent blessés selon les autorités. Le National Weather Service a noté lors de son enquête qu'environ 6 954 maisons furent rasées, 359 subirent des dommages importants et 519 des dégâts mineurs, 75 % de la ville aurait ainsi été touchée d'une façon ou d'une autre,. Les communications furent interrompues temporairement et des tours cellulaires temporaires durent être construites. Le 24 mai, trois tours appartenant à AT&T et Sprint Nextel furent mises en état
Plus de 17 000 réclamations d'assurance furent déposées avant la mi-juin, ce qui causa un certain impact sur l'industrie de l'assurance à cause de l'effet cumulatif d'un tel grand nombre de pertes totales. Plus de 2 500 employés d'assurance furent localement impliqués dans l'évaluation et le règlement des dommages. La compagnie State Farm assuma la plus grande part de ces pertes, ayant plus de 27 % des parts pour l'assurance habitation et 21 % pour l'assurance automobile dans la région. Le coût total des dommages s'est élevé, selon les meilleures estimations, à 2,8 milliards $US de 2011, le plus gros montant pour une tornade depuis 1950.

## Secours

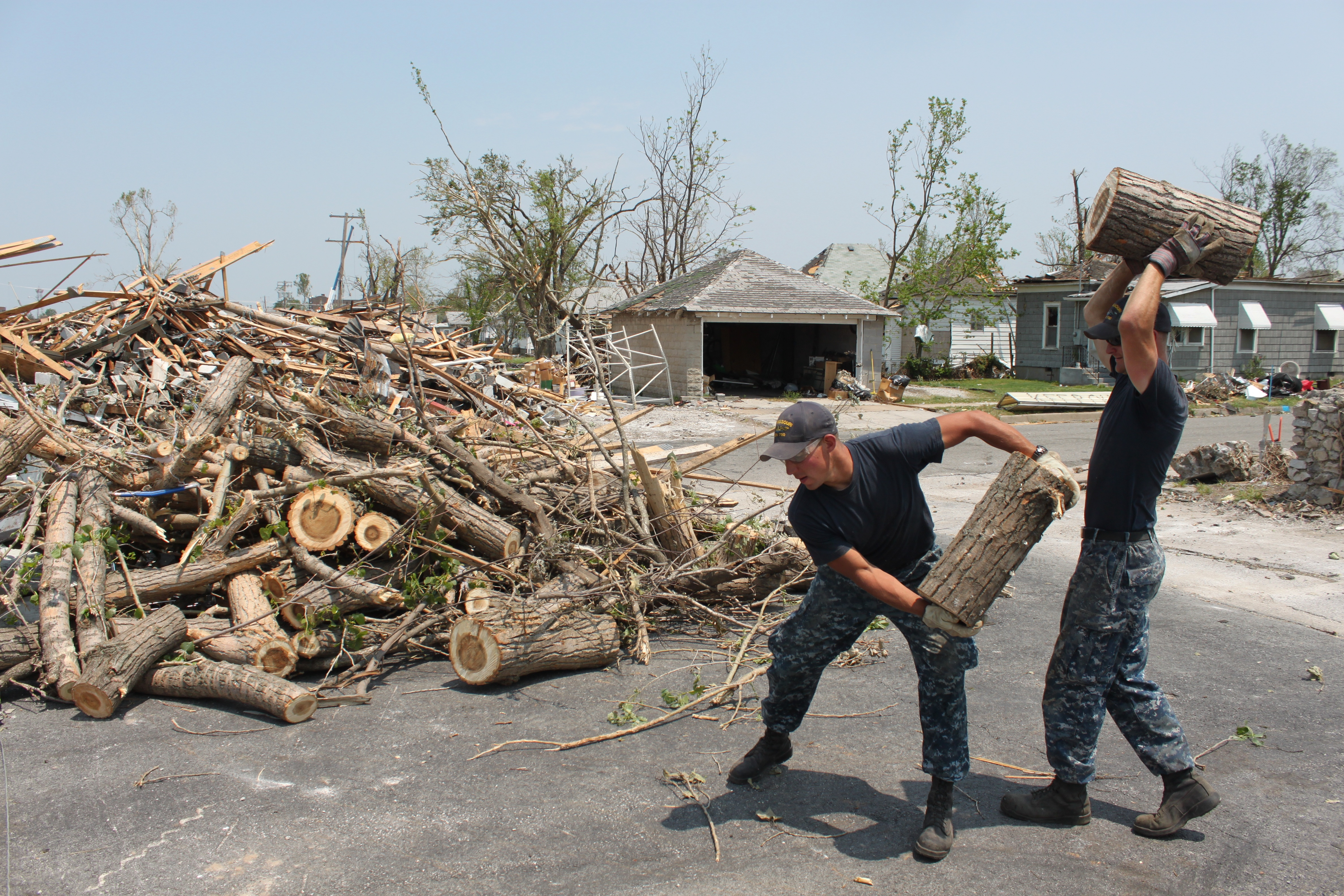
Militaires dégageant le terrain.

Immédiatement après la catastrophe, les intervenants d'urgence furent déployés à l'intérieur de la zone pour faire de la recherche et du sauvetage. Le gouverneur Jay Nixon déclara l'état d'urgence pour la région de Joplin peu de temps après le rapport de la tornade et y dépêcha des troupes de la Garde nationale du Missouri. Le 23 mai, le Missouri Task Force One (composé de 85 membres, quatre chiens et d'équipements lourds) est arrivé et commença à chercher les personnes disparues. Cinq autres équipes de sauvetage avec de l'équipement lourd furent également envoyées le lendemain.
Dans les deux jours, de nombreuses agences du gouvernement arrivèrent en ville. La Garde nationale déploya 191 personnes et plaça plus de 2 000 en réserve. La police des routes du Missouri a fourni 180 policiers pour aider le corps de police de Joplin et d'autres organismes locaux pour l'application de la loi, le sauvetage et les efforts de rétablissement. Cinq équipes ambulancières de choc et un total de 25 ambulances furent affectées à la région le 24 mai ainsi que plus de 75 Marines du Fort Leonard Wood.
En raison des dommages importants causés par la tornade, le cirque ambulant Piccadilly qui était en ville, annula ses représentations et ses employés utilisèrent les deux éléphants adultes pour aider à dégager les voitures endommagées et autres débris lourds de la chaussée pour la venue des premiers intervenants. À l'est de Joplin, un déversement de 1 400 à 2 300 kg d'anhydre d'ammoniac fut contenu dans les deux jours suivants.

### Médias sociaux
La tornade a également souligné une nouvelle forme de réponse aux catastrophes : les médias sociaux. Ce type de réponse permit de rassembler des images et des vidéos de témoins Des groupes de citoyens sur Facebook et autres sites coordonnèrent l'information, les besoins et les disponibilités. Les résultats furent si efficaces que le projet fut finaliste aux Mashable Awards de 2011 comme Campagne sociale.

## Épilogue

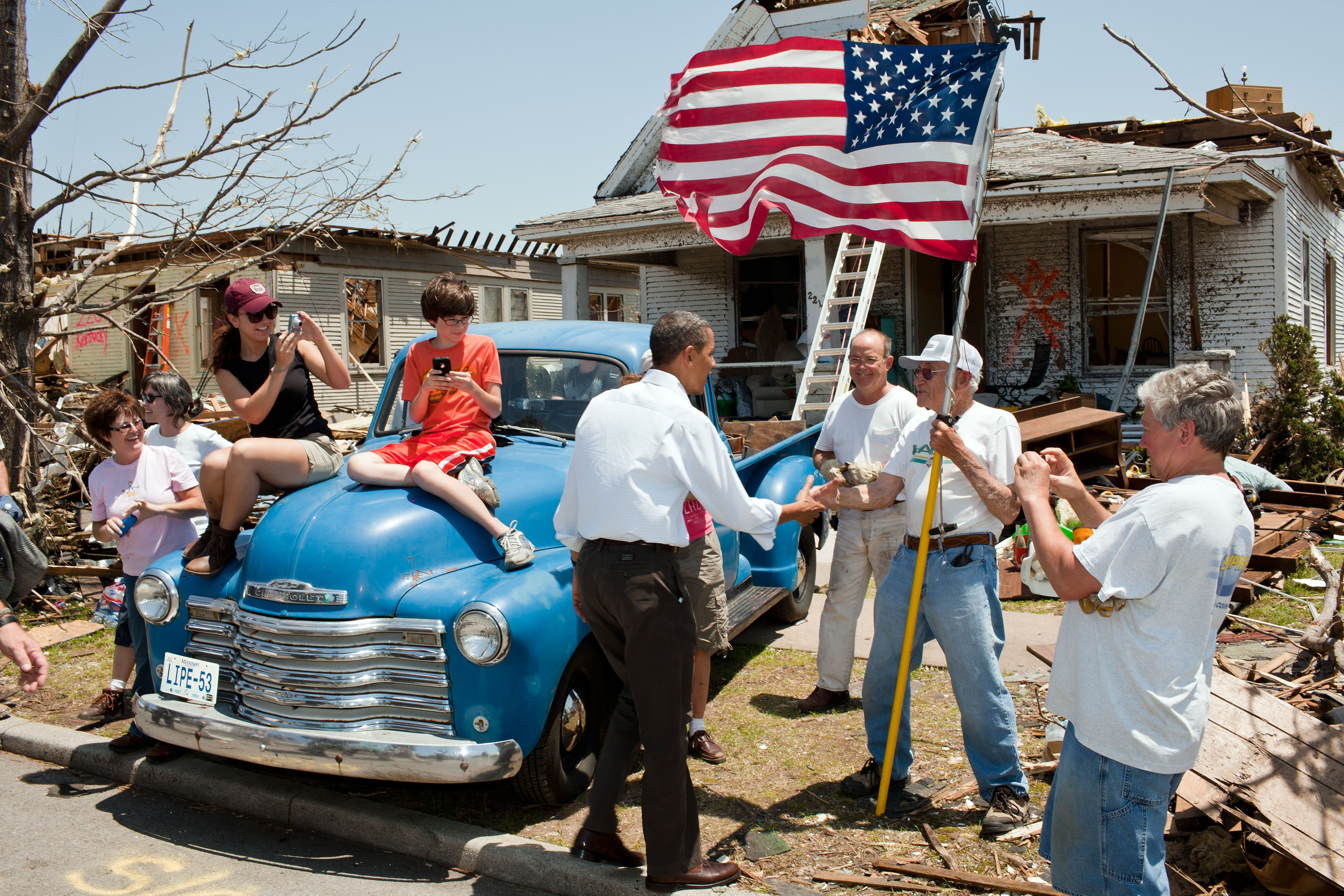
Visite du président Obama aux sinistrés le 29 mai.

Le président Barack Obama a visité la communauté le 29 mai, écourtant une visite d’État en Europe. Il est arrivé à l'aéroport régional de Joplin Regional Airport, fait le tour du site et fait un discours au Taylor Performing Arts Center de l'université d'État du sud du Missouri lors du mémorial aux victimes, environ 3 kilomètres au nord de la trajectoire de la tornade. Les membres de la controversée Westboro Baptist Church devaient assister à son allocution pour protester contre les homosexuels mais ne se sont pas présentés, seuls les contremanifestants y étaient.
Les ingénieurs ont critiqué le type de construction du Home Depot où les murs de béton construits en usine furent mis en place verticalement, les uns servant de support aux autres. Tous, sauf deux, s'effondrèrent comme des dominos après que la tornade eut soufflé le toit. Sept personnes furent tuées à l'avant du magasin quand les murs sont tombés sur eux et 28 personnes à l'arrière survécurent parce que les murs se sont effondrés vers l'extérieur. Les porte-paroles de Home Depot furent en désaccord avec l'étude publiée par le Kansas City Star et affirmèrent rebâtir de la même façon. Le 1er juin, Home Depot annonça que le magasin serait temporairement dans le stationnement du site démoli et le 20 juin, un bâtiment temporaire de 5 600 m2 fut ouvert.
En mai 2012, la Garde nationale du Missouri a publié des documents montrant que quatre soldats ont pillé le matériel de jeu vidéo et un appareil photo numérique dans le Walmart détruit lors du nettoyage du site. Selon l'enquête, ils croyaient que la marchandise allait être détruite. Ils furent tous rétrogradés et reçurent une lettre de réprimande à leur dossier personnel mais ne furent pas poursuivis même si de nombreux pillards civils le furent.

### Statistiques
Avec la tornade des trois États et celle de 1896 à Saint-Louis, la tornade de Joplin se classe comme l'une des plus meurtrières au Missouri et aux États-Unis. Séquentiellement, elle est la plus meurtrière depuis celle de Woodward, Oklahoma, le 9 avril 1947, et la première à faire à elle seule plus de 100 morts depuis la tornade de Flint (Michigan), le 8 juin 1953. La tornade de Joplin est aussi la plus coûteuse de l'histoire des États-Unis (2,8 milliards $US),.
Ce fut la première tornade d'intensité F5 ou EF5 dans le Missouri depuis le 20 mai 1957 (une F5 détruisit plusieurs banlieues de Kansas City à cette date). C'était aussi seulement la seconde de ce niveau dans le Missouri depuis 1950.